# Cyber TRANCE presents ELT TRANCE
Cyber TRANCE presents ELT TRANCE es un álbum de remixes trance de la banda Every Little Thing, lanzado al mercado el 27 de febrero del año 2002 bajo el sello avex trax.

## Detalles
Siguiendo la línea de algunos lanzamientos de Avex orientados a la música trance, junto con Ayumi Hamasaki Every Little Thing es una de las únicas bandas japonesas que lanza un álbum de Cyber TRANCE.
El álbum obtuvo ventas regulares, y mejoró ampliamente The Remixes III ~Mix Rice Plantation~, que fue lanzado el mismo día en lo que respecta a ventas vendidas. Sin embargo no fueron suficientes para el estándar de discos vendidos de Every Little Thing, por lo que este es el único lanzamiento de remixes de este estilo para la banda.

## Canciones
1. Future World (Mike Koglin remix)
2. Someday, Someplace (Dave 202 & Phil Green remix)
3. fragile (Airwave remix)
4. Face the change (Dirt Devils vs Above & Beyond remix)
5. Rescue me (JamX & De Leon’s DuMonde remix)
6. FOREVER YOURS (VooDoo & Serano remix)
7. Time goes by (Darren Tate remix)
8. Deatta koro no you ni (出逢った頃のように?) (Micro Tools known as Plastic Angel remix)
9. Pray (Quo Vadis remix)
10. For the moment (Ferry Corsten/system F remix)
11. Shapes Of Love (DJ Balloon remix)
12. Ai no Kakera (愛のカケラ?) (Vincent de Moor remix)
13. Dear My Friend (Svenson & Gielen remix)
14. Feel My Heart (Moogwai remix)
15. Over and Over (Chris Coco remix)

- Datos: Q5197737